# حسن مثلث
حسن بن حسن بن حسن مجتبی مشهور به حسن مثلث، به علت هم‌نامی با پدرش حسن مثنی و پدربزرگش حسن مجتبی (امام دوم شیعیان)، حسن مثلث نامیده می‌شود.
پدرش حسن مثنی، از پسران حسن بن علی (امام دوم شیعه) و مادرش فاطمه بنت حسین (فاطمه صغری) از دختران حسین بن علی (امام سوم شیعیان) بود.
حسن مثلث از مبارزان سرسخت دوران منصور عباسی بود که بعد از مقابله جدی با دستگاه منصور دوانقی، در زندان او (در کوفه در سال ۱۴۵ق) درگذشت.  او شش پسر به نام‌های: طلحه، عباس، حمزه، ابراهیم، عبدالله و علی داشت. حسین بن علی، که نزد شیعیان به «شهید فخ» معروف است نوه او بود که به همراه جمعی از علویان قیام کرد و در منطقه فخ کشته شد.